# EspritScience : Dialogue Orient-Occident
EspritScience : Dialogue Orient-Occident est un livre du 14e dalaï-lama. Il relate un symposium tenu le 24 mars 1991 à la Faculté de médecine de l'Université Harvard au Massachusetts Institute of Technology. Parmi les participants, il y avait des pharmaciens, des psychiatres, des psychobiologistes, des neurobiologistes, des experts en éducation et en religion comparée, et des savants bouddhistes indo-tibétains en un dialogue ouvert. Le 14e dalaï-lama en était l'invité d'honneur. Ce symposium célébrait la collaboration de la communauté bouddhiste tibétaine et de l'École de médecine de Harvard depuis plus d'une décennie, depuis la visite du dalaï-lama le 18 octobre 1979 à l'Université Harvard et sa rencontre avec Herbert Benson. 

## Résumé
Esprit Science est un ouvrage qui rassemble les échanges entre le dalaï-lama et des représentants de sciences cognitives dont la psychologie, la neurobiologie, la psychobiologie et la psychiatrie, entre autres. Cette réunion qui s’est tenue à Harvard a porté sur une question commune au bouddhisme et à la science, celle de l’esprit, sa nature, son mode de fonctionnement, sa "normalité" et ce qui peut l'atteindre. Cet ouvrage souligne l’intérêt du dalaï-lama pour la science, qui lui semble approcher de façon plus exacte la vérité, et ainsi constituer un partenaire complémentaire du bouddhisme. Il montre aussi l’intérêt de scientifiques pour la philosophie bouddhiste dont ils soulignent la rigueur et l’approche non dogmatique. Ce livre a posé les bases d'un dialogue de fond sur l'esprit.
Les intervenants à ce colloque sont : Tenzin Gyatso, Daniel Goleman, Robert Thurman, David Bear, Herbert Benson, Howard E. Gardner, Steven Mattysse, David D. Poter, Joseph J. Schildkraut et Carl Schwartz.
Lors de ce symposium, les scientifiques ont reconnu que la psychologie moderne avait souffert d'une vision historique étriquée,  croyant que les travaux sur la psychologie n'avait commencé qu'au XIXe siècle et qu'ils s'étaient basé exclusivement en Europe et en Amérique. Lors de ce symposium, les scientifiques sont convenus que l'étude systématique de l'esprit et de son fonctionnement remontait effectivement à l'origine historique du bouddhisme, bien avant l'ère chrétienne, et que cette exploration avait été au cœur de la vie spirituelle bouddhiste. Le dalaï-lama a souligné qu'une compréhension de la nature de l'esprit (sanskrit : cittatā; tibétain : སེམས་ཉིད་, Wylie : sems nyid, THL : semnyi) est fondamentale pour la pensée bouddhiste. Les enseignements bouddhistes tibétains comprennent une carte détaillée de la façon dont les changements de l'esprit et du corps interagissent, ainsi qu'un ensemble de techniques pour amener ces affects sous contrôle volontaire.

## Accueil critique
Pour Helen Barrow qui écrivit une critique de l'ouvrage, au-delà des limites même des échanges relatés, ce début de dialogue entre les bouddhistes tibétains et les neuroscientifiques occidentaux pourrait avoir des effets sur le dialogue Est-Ouest en général. La manière ouverte dont les discussions et les dialogues sont présentés et la similitude des objectifs mis en évidence sont des exemples qui pourraient être suivis par chaque partie.

## Référence
1. ↑  (en) Herbert Benson, « Preface », Wisdompubs.org (consulté le 21 avril 2016)
2. ↑  EspritScience : Dialogue Orient-Occident
3. 1 2  (en) Sr. Helen Barrow, OSB, « Book Review: MindScience » (version du 4 mai 2005 sur Internet Archive), Monastic Interreligious Dialogue, Bulletin 44, mai 1992
4. ↑  (en) Joon Lee, Cross-Cultural Consensus Between Buddhist Reality and Modern Science, in International Journal of Buddhist Thought & Culture 2006, Vol. 6, p. 25–51. International Association for Buddhist Thought and Culture : « At this symposium, scientists acknowledged that modern psychology had suffered from a myopic historical vision, in its belief that psychological endeavor had only begun around the 19th century and had been based exclusively in Europe and America. At this symposium there was agreement among scientists that the systematic study of the mind and its workings did in fact date back to the historical arising of Buddhism, well before the Christian era, and that this exploration had been at the heart of Buddhist spiritual life. The Dalai Lama stressed that an understanding of the nature of mind is fundamental to Buddhist thought. Tibetan Buddhist teachings include a detailed map of how changes in the mind and body affect each other, as well as a body of techniques for bringing those affects under voluntary control. »